# Tannoukh
Les Tannoukh (Les Guerriers) sont les membres d'une communauté issue en majorité de douze grandes tribus arabes appartenant à la tribu des Lakhm, des Maa’n, et des Rabiaa’.

## Histoire
Les Tannoukh se disent héritiers de la tribu arabe des Tannoukhites établies dans le bassin iraquien et pratiquant le christianisme (probablement nestorien). Les Tannoukhites adoptèrent très tôt l'islamisme.
La communauté des Tannoukh est divisée en deux groupes rivaux : les Ma'an et les Chéhab. Installés aux premiers temps de l’islam à Hama, Alep et Damas, les Tannoukh se réfugient, dès le XIIe siècle, à Abey dans le Mont-Liban, pour échapper aux persécutions du pouvoir officiel et de l’islam « orthodoxe ». Selon certaines sources, les califes arabes auraient aussi encouragé les Tannoukh (druzes) à occuper la montagne pour faire front aux invasions des croisés. Vers la fin du 11e siècle, les Tannoukh s'impliquent dans les croisades et perdent Beyrouth en 1110. Avec l'appui du sultan Salaheddine, la ville est reprise en 1187. Au 14e siècle, le prince Tannoukh Nassereddine Hussein Ben Khodor fait édifier le château d'Abey. Au 17e siècle, la princesse Nassab, sœur du prince Safieddine Tannoukh, épouse un Ma'an. Le groupe rival finit par attaquer Abey et massacrer la dynastie des Thannouk, sous les ordres d'Ali Alameddine. Les Ma'an fondent l’émirat du Liban et connaissent leur apogée sous le règne de Fakhreddine II, le « prince druze du Liban ».